# Delwa Kassiré Koumakoye
Nouradine Delwa Kassiré Koumakoye (Bongor, 31 dicembre 1949) è un politico ciadiano.
È stato Primo ministro del Ciad dal novembre 1993 all'aprile 1995 e nuovamente dal febbraio 2007 all'aprile 2008.